# Offensive de Basse-Silésie
L'Offensive de Basse-Silésie (en russe : Нижне-Силезская наступательная операция) est une des offensives de Silésie menée par les Soviétiques sur le front de l'Est de la Seconde Guerre mondiale en 1945, impliquant les forces du Premier front ukrainien sous les ordres du maréchal Ivan Konev. L'opération chasse les troupes allemandes d'une grande partie de la Basse-Silésie et fait le siège de Breslau, capitale provinciale. L'offensive commence le 8 février et se poursuit jusqu'au 24 février, date à laquelle les Soviétiques cessent leur offensive après avoir pris une petite tête de pont sur la rivière Neisse près de Forst. L'offensive succède directement à l'offensive Vistule-Oder, dans laquelle les troupes de Konev ont repoussé le groupe groupe d'armées A hors de Pologne, libérant Cracovie et établissant des têtes de pont sur l' Oder.

## Déploiements

### Armée rouge
- Aile nord du Premier front ukrainien (maréchal Ivan Koniev)
  - 3e armée blindée (général Pavel Rybalko)
  - 4e armée de chars (major-général Dmitri Leliouchenko)
  - 3e armée de la Garde
  - 5e armée de la Garde
  - 6e armée (le lieutenant général. V. A Glouzdovski)
  - 52e armée
  - 2e armée de l'air

### Wehrmacht
- Aile nord du groupe d'armées A (nouveau Groupe d'armées Centre) (Field-Marshal Ferdinand Schörner)
  - 17e armée (général Friedrich Schulz)
    - 48e corps de blindés
    - 57e corps de blindés
    - 17e corps d'armée
    - 8e corps d'armée
    - Garnison de la forteresse de Breslau

  - 4e Panzerarmee (général Fritz-Hubert Gräser)
    - 24e corps d'armée
    - Panzergrenadier-Division Großdeutschland
    - 40e corps de blindés
    - Gruppe Friedrich

## Offensive

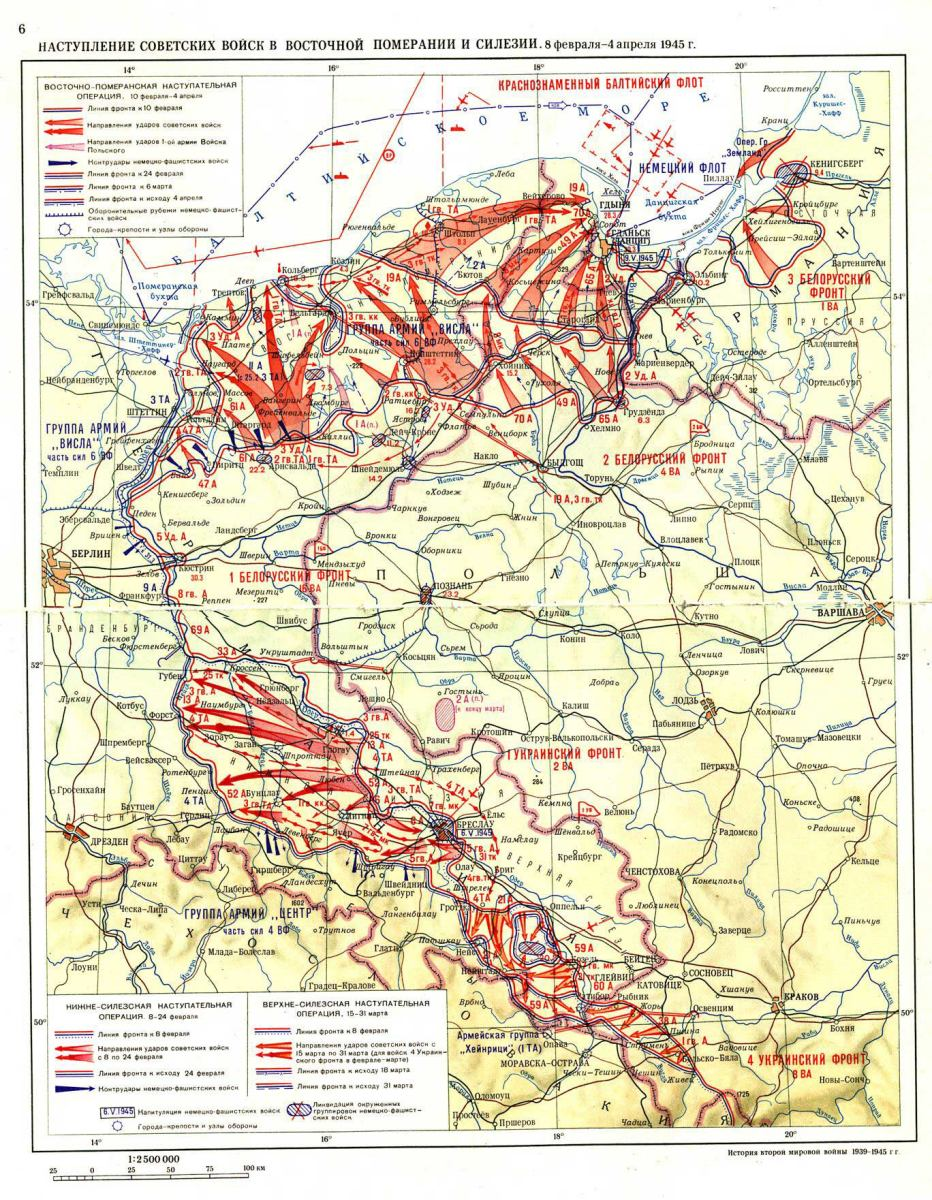
Offensives poméraniennes et silésiennes

Konev projette de partir des têtes de pont Steinau et Ohlau sécurisées à la fin de l'offensive Vistule-Oder, le 8 février. Il fait précéder l'attaque initiale par un bombardement d'artillerie de cinquante minutes, ses troupes franchissant les lignes de départ à 06 h 00. À la fin de la journée, les troupes ont avancé de quelque 60 km. La 3e armée de chars de la Garde reçoit l'ordre de rouler vers le sud puis vers l'est afin d'encercler la ville de Breslau par l'arrière, tandis que la 4e armée de chars continue sa poussée vers l'ouest depuis la tête de pont de Steinau.
Le 15 février, les forces en provenance des deux têtes de pont encerclent Breslau tandis que la 3e armée de chars de la Garde avait fermé toute issue à l'ouest, seuls des éléments de la 269e division d'infanterie allemande parvenant à se retirer. 35 000 soldats allemands et 80 000 civils sont bloqués à Breslau. Le siège de Breslau durera jusqu'au 6 mai, soit la toute fin de la guerre.
La 4e armée de chars, entre-temps, a poussé loin en avant vers la rivière Neisse, rencontrant une certaine résistance de la quatrième armée de panzers. Le 14 février, deux corps allemands (le Großdeutschland et le XXIVe corps d'armée) lancent une contre-attaque soudaine qui contraint les forces de Lelyushenko à une lutte désespérée pour éviter l'encerclement. Les Allemands cessent les opérations d'attaque cinq jours après, lorsque la 52e armée et la 3e armée de chars de la garde parviennent à sécuriser les flancs de la position de Leliouchenko.
Le 24 février, face à un fort renfort allemand, Konev clôt la phase offensive des opérations, après avoir sécurisé une petite tête de pont sur la Neisse près de Forst. Cela définit les lignes de départ dans ce secteur pour la bataille de Berlin qui débute deux mois plus tard.

## Conséquences
Ferdinand Schörner tente de reprendre du terrain en mars avec des contre-attaques réussies à Lauban et à Striegau. Une offensive pour soulager Breslau est cependant empêchée par l'offensive de Haute-Silésie.